# إيريثوربات الصوديوم
إيريثوربات الصوديوم مركب كيميائي له الصيغة C6H7NaO6، يستخدم كـمضاد أكسدة في الصناعات الغذائية، وله الرقم E316.

## الاستخدامات
هذه المادة تستخدم كمانع للتآكل وذلك بإقتناص الأكسجين من المياه